# Kolczak zbrojny
Kolczak zbrojny (Cheiracanthium punctorium) – gatunek pająka z rodziny zbrojnikowatych (Cheiracanthiidae). Występuje w Europie oraz zachodniej i środkowej części Azji.

## Taksonomia
Gatunek ten opisany został w 1789 roku przez Charlesa Josepha de Villersa jako Aranea punctoria. Do rodzaju Cheiracanthium przeniósł go w 1878 roku Eugène Simon.

## Opis

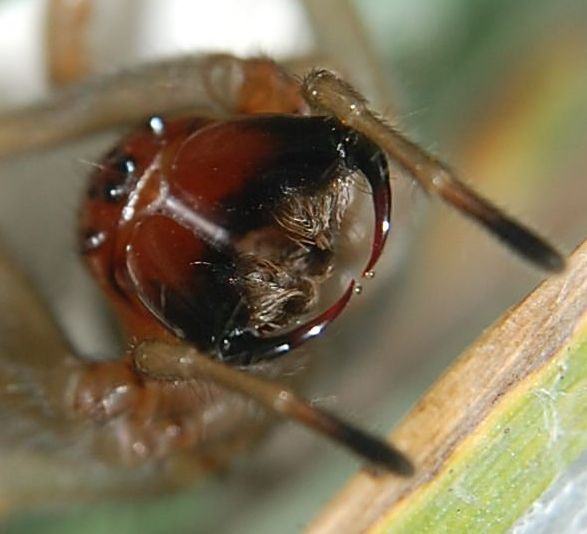
Pazury jadowe (chelicery) samicy Cheiracanthium punctorium

Samce osiągają od 7,5 do 12 mm, a samice od 10 do 15 mm długości ciała. Długość prosomy wynosi od 3,5 do 6,3 mm u samców i od 3,9 do 7,5 mm u samic. Ubarwienie karapaksu może być od żółtawego lub zielonkawożółtego do czerwonawego. Poszczególne oczy są podobnych rozmiarów. W widoku od przodu boczne pary oczu leżą niżej niż środkowe danego rzędu. Wysokość nadustka jest dwukrotnie większa od średnicy oka przednio-środkowej pary. Szczękoczułki są żółtawoczerwone z ciemniejszymi częściami odsiebnymi. U samca szczękoczułki są rozbieżne, gęsto owłosione na krawędzi wewnętrznej oraz wyposażone w jeden duży ząb i kilka mniejszych ząbków na krawędzi tylnej. Sternum ma kolor zielonkawożółty z czarniawymi brzegami. Odnóża są zielonkawożółte z czarniawymi odsiebnymi częściami stóp. Opistosoma (odwłok) ma brązowe boki, a wierzch zielonkawożółty z szeroką, ciemnobrązową przepaską pośrodku części przedniej i słabo zaznaczonymi, brązowawymi szewronami w części tylnej.
Nogogłaszczki samca mają krótką, tak długą jak szerokość goleni, zakrzywioną apofizę retrolateralną z dwuzębnym wierzchołkiem i odgałęzieniami równej długości. Apofizę tegularną cechuje szeroka podstawa i mały haczyk na szczycie. Cymbium ma wierzchołek zajmujący ponad ⅓ jego długości nie licząc nieco zakrzywionej i krótkiej ostrogi, zaś krawędź wierzchołkową pozbawioną wystającego odcinka. Płytka płciowa samicy ma przedsionek od przodu łukowato obrzeżony, a brzegi boczne z tyłu cienkie. Tylko jedna pętla szerokich przewodów kopulacyjnych widoczna jest od spodu. Kształt zbiorników nasiennych jest wydłużony i pośrodku przewężony.

## Biologia i występowanie

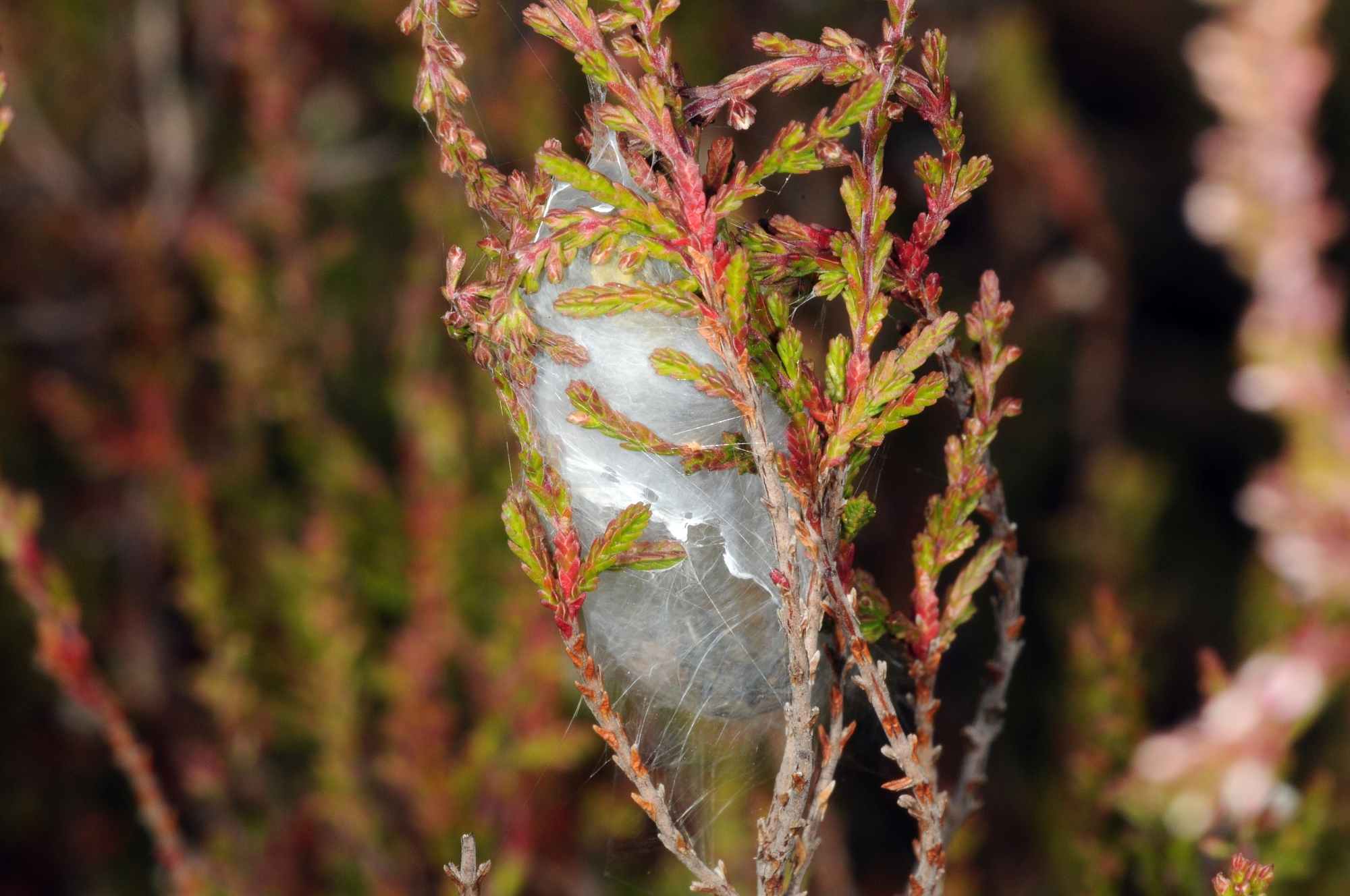
Oprzęd

Pająk znany z Portugalii, Hiszpanii, Andory, Francji, Belgii, Niemiec, Szwajcarii, Austrii, Włoch, Słowenii, południowego skraju Szwecji, Estonii, Litwy, Polski, Czech, Słowacji, Węgier, Ukrainy, Mołdawii, Rumunii, Serbii, Czarnogóry, Bułgarii, Macedonii Północnej, Grecji, Rosji, Turcji, Gruzji i Azji Środkowej. Na południu Europy liczniejszy niż w części środkowej.
Zamieszkuje ciepłe, otwarte tereny porośnięte wysoką trawą, ziołoroślami i krzewami, takie jak łąki, nasypy kolejowe i skraje dróg. Buduje z pajęczyny oprzęd rozmiarów gołębiego jaja który służy za schronienie, a samicom także jako miejsce składania jaj i ochrony młodych. Broniące jaj lub młodych samice są agresywne. Dojrzałe samice spotyka się od czerwca do listopada, zaś samce w lipcu i sierpniu.

## Ukąszenie
Ukąszenie przez kolczaka zbrojnego opisywane jest jako bolesne i mogące skutkować wystąpieniem różnorakich symptomów, w skrajnych przypadkach wymagających udzielenia osobie ukąszonej pomocy medycznej. Objawy kliniczne i ich nasilenie zależą od wielu czynników, w tym stężenia jadu w organizmie, miejsca ukąszenia, wieku ofiary, stanu jej zdrowia oraz indywidualnych reakcji organizmu. Wbrew informacjom podawanym na wielu polskojęzycznych serwisach informacyjnych, nie istnieją dowody sugerujące, iż jad kolczaka zbrojnego zagraża życiu człowieka. Choć dawniej uważano, że ukąszenia pająków z rodzaju Cheiracanthium mogą powodować symptomy zbliżone do ukąszeń przez pustelnika brunatnego, współczesne dowody wskazują, że zbrojnikowate nie stanowią zagrożenia dla życia człowieka, mimo iż w rzadkich przypadkach po ukąszeniu przez kolczaka zbrojnego wystąpić mogą czasowe powikłania zdrowotne.
Najczęstszym skutkiem ukąszenia przez C. punctorium jest ostry i natychmiastowy ból, którego maksymalne nasilenie następuje po 5–20 minutach i utrzymuje się od kilkudziesięciu minut do kilku godzin. Symptomy, takie jak miejscowa opuchlizna, zaczerwienienie, pieczenie, drętwienie oraz uczucie swędzenia mogą nastąpić w pobliżu miejsca ukąszenia po czasie do kilku godzin od jego zaistnienia. W większości przypadków wszelkie objawy kliniczne ustępują w ciągu kilku dni.
Objawy ogólnoustrojowe, takie jak dreszcze, pocenie się, nudności, ból głowy, wymioty, skurcze brzucha, gorączka, tachykardia, świąd, niedociśnienie tętnicze, neutrofilia, podwyższone stężenie bilirubiny, niewydolność krążenia i problemy z oddychaniem występują zauważalnie rzadziej. Nie odnotowano natomiast żadnego przypadku reakcji alergicznej spowodowanej ukąszeniem przez C. punctorium.
Jad kolczaka zbrojnego jest wyjątkowy pod względem składu molekularnego. Oprócz kilku enzymów proteolitycznych, w tym fosfatazy alkalicznej, deoksyrybonukleazy, esterazy, hialuronidazy, lipazy czy rybonukleazy, odnotowano w nim obecność unikalnej toksyny polipeptydowej CpTx 1 o silnym działaniu owadobójczym, cytotoksycznym i uszkadzającym błony komórkowe. Uważa się ponadto, iż aktywny składnik hemolityczny w jadzie pająków z rodzaju Cheiracanthium stanowi fosfolipaza A2.

## Ekspansja i wizerunek
Oryginalny zasięg C. punctorium w Europie obejmował ciepłe regiony na południu kontynentu, przy czym północną granicę jego dystrybucji wyznaczały południowe regiony Niziny Górnoreńskiej. Od połowy XX wieku gatunek ten zaczęto zgłaszać na stanowiskach usytuowanych na północ od tych terenów, z których od pierwszej dekady XX wieku nastąpiła zauważalna ekspansja. Za przyczyny sukcesu kolonizacyjnego C. punctorium na północne obszary Europy uważa się postępujące ocieplenie klimatu, dużą dostępność trawiastych siedlisk oraz zdolności dyspersyjne młodych osobników przy wykorzystaniu zjawiska babiego lata. Ponadto, na umożliwienie ekspansji wpłynęły prawdopodobnie także inne czynniki, m.in.: brak potwierdzonych przypadków pasożytowania jaj kolczaków zbrojnych na skolonizowanych obszarach przez pasożytniczą muchę z gatunku Sarcophaga sexpunctata, powodującą zwiększoną śmiertelność w populacji C. punctorium oraz krzyżowanie się ekspandujących z południa Europy populacji z osobnikami należącymi do populacji występującej na terenach Rosji, przystosowanej do chłodniejszych zim.
Do 2007 roku znane były jedynie dwa pewne i dobrze udokumentowane stwierdzenia C. punctorium z terenów Polski – jedno z Masywu Ślęży z 1959 roku, drugie z rezerwatu Krzemionki z 1988 roku. Choć w XIX-wiecznym piśmiennictwie także dostępne są wzmianki o odnalezionych stanowiskach kolczaków zbrojnych, ich autentyczność jest wysoce wątpliwa, jako że figurują pod synonimem Cheiracanthium nutrix, który stosowano również do innych, pospolitych gatunków z rodzaju Cheiracanthium, wobec czego mało prawdopodobne, iż były to obserwacje bardzo rzadkiego wówczas kolczaka zbrojnego. Hipoteza dalszego zwiększania zasięgu kolczaka zbrojnego w kierunku północnym w Polsce została zasugerowana przez autorów pracy z 2007 roku. Publikacja ta była zarazem pierwszym stwierdzeniem tego gatunku na terenie kraju w XXI wieku we wsi Boruszowice w województwie śląskim. W 2021 roku Robert Rozwałka i Jadwiga Stachowicz odnaleźli dużą metapopulację kolczaka zbrojnego na terenie Roztocza, a jeszcze w tym samym roku dokonano pierwszej obserwacji tego gatunku na Wyżynie Lubelskiej. Z 2023 roku pochodzą pierwsze udokumentowane stwierdzenia C. punctorium z Niziny Wielkopolsko-Kujawskiej i Pobrzeża Bałtyku. We wrześniu 2024 r. przyrodnicy z Karkonoskiego Parku Narodowego stwierdzili występowanie kolczaka zbrojnego na łąkach przy granicy polsko-czeskiej we wschodniej części Karkonoszy.
Dane literaturowe wydają się jednak nie oddawać rzeczywistej skali i tempa ekspansji. Od końca pierwszej dekady XXI wieku wiele osób zaczęło zgłaszać występowanie kolczaka zbrojnego w swoich rejonach, dokumentując poczynione obserwacje i publikując je w mediach społecznościowych oraz przesyłając je do redaktorów serwisów informacyjnych. Obecność względnie dużego, mogącego boleśnie ukąsić gatunku pająka, w dodatku zwiększającego zasięg występowania i mogącego gniazdować w pobliżu ludzkich siedzib wzbudziła sensację w polskojęzycznych mediach. Wraz z postępującą ekspansją, liczne artykuły internetowe dotyczące kolczaka zbrojnego zaczęły ukazywać się co roku na polskojęzycznych serwisach informacyjnych. Największe zainteresowanie C. punctorium, widoczne w popularności wyszukiwań frazy „kolczak zbrojny” w wyszukiwarce Google, przypada na okres wakacyjny – czas, gdy osobniki tego gatunku dojrzewają płciowo, a dorosłe samce wyruszają w poszukiwaniu samic do odbycia kopulacji, co niekiedy powoduje, iż przypadkowo przedostają się także do wnętrza ludzkich domów i mieszkań.
Duża liczba artykułów na temat kolczaka zbrojnego wpłynęła także na rozpowszechnienie się mitów i nieprawdziwych informacji na jego temat. Niektóre ze stwierdzeń przekazywanych mediach nie znajdują potwierdzenia w literaturze naukowej, choćby, iż ukąszenie C. punctorium spowodować może stanowiący zagrożenie dla zdrowia wstrząs anafilaktyczny. Inne zaś są jednoznacznie fałszywe, jak że jest to jeden z niewielu jadowitych gatunków w Polsce. 